# Sofia Coll i Benito

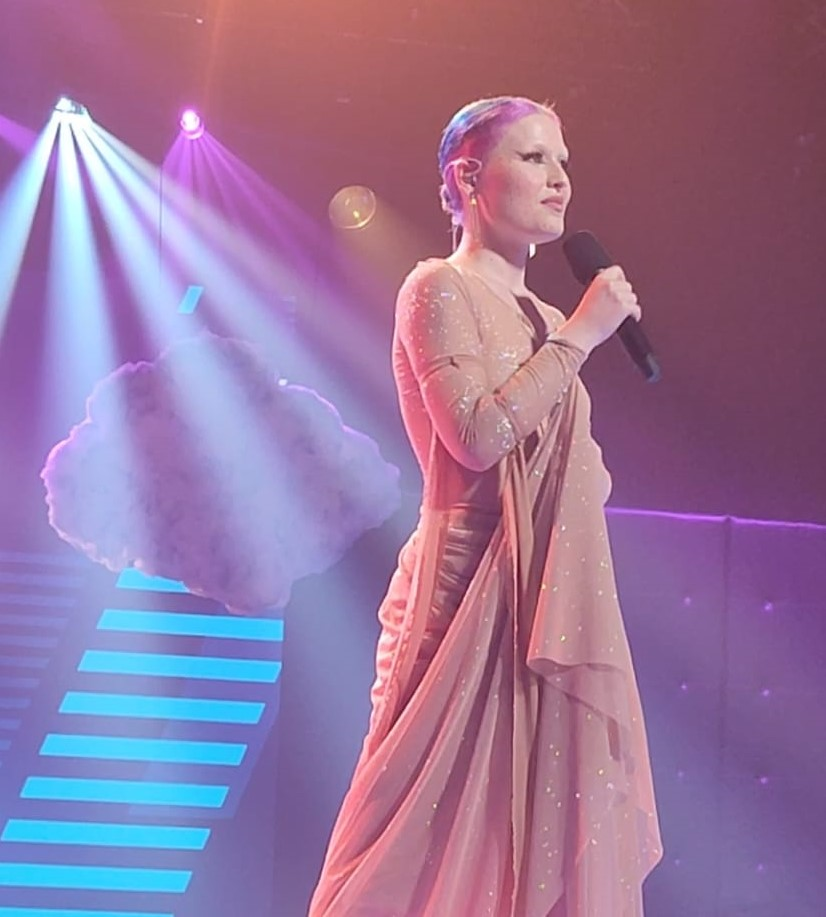
Sofia Coll a la tercera gala d'Eufòria.

Sofia Coll i Benito   (Barcelona, 1 de gener de 1999) és una cantant, ballarina i actriu catalana. És coneguda per haver participat en la segona temporada del programa Eufòria, en la qual va quedar en quarta posició.

## Carrera
Va fer-se coneguda per participar en la primera edició espanyola del concurs La Voz Kids, on va ser escollida a l'equip de la cantant Malú. Va encetar el seu projecte musical el març del 2019 amb el llançament del senzill «Before I Forget What's Love». El febrer de l'any següent, va aparèixer al programa Feeel de Betevé, en el qual va actuar i va presentar diversos temes propis. Més endavant, el setembre del 2020, va treure el seu àlbum de debut Génesis. També va ser una de les protagonistes de la sèrie de RTVE Catalunya Bany Compartit (2019), en la qual interpreta Alícia, i va arribar en una ocasió al càsting final del programa Operación Triunfo. Més endavant, va fer col·laboracions amb artistes com ara Rakky Ripper, Quaiko i CVMILLE. El 2023, va entrar a la segona temporada del programa musical de TV3 Eufòria, en el qual va arribar fins a la semifinal i va ser la quarta més ben posicionada. El novembre d'aquell any, es va anunciar que participaria en el Benidorm Fest 2024, el concurs de preselecció del representant d'Espanya al Festival de la Cançó d'Eurovisió 2024.
Presenta el programa Èpic Nails a la plataforma 3Cat.

## Influències
Cita com a influències Beyonce, Masego, Jorja Smith, Mahalia, Teyana Taylor, Christina Aguilera, Etta James i James Brown.

## Vida personal
Es va criar entre el Raval i el Poble-Sec. És filla de Joaquim Coll, exvicepresident de Societat Civil Catalana, i té un germà que es diu Víctor.
Forma part del col·lectiu LGBT. El 2024, va fer públic que sortia amb Héctor Black, company d'edició d'Eufòria.